# CBFA2T3
 Белок CBFA2T3  — белок, кодируемый у человека геном  CBFA2T3.

## Функция
Этот ген кодирует белок из семейства генов миелоидных транслокаций, структура которых часто нарушается в результате хромосомных перестроек при остром миелоидном лейкозе. Такие белки взаимодействуют с комплексом ДНК-фактор транскрипции и множеством корепрессоров, чем способствуют подавлению транскрипции других генов. Транслокация типа t(16; 21) (q24; q22) — это редкая, однако периодически повторяющаяся хромосомная аномалия, связанная с терапией миелоидных злокачественных новообразований. В результате транслокации образуется химерный ген, состоящий из 5'-области гена RUNX1, слитого с 3'-областью гена CBFA2T3. Кроме того, этот ген — предполагаемый супрессор опухоли молочной железы. Были найдены два варианта транскриптов для этого гена, кодирующих различные изоформы, а также брефелдин А чувствительная ассоциация белка RII-альфа с одной из изоформ, обнаруженная в аппарате Гольджи

## Взаимодействия
CBFA2T3, как было выявлено, взаимодействует с:
- HDAC1,[3][4]
- HDAC3,[3][4]
- LDB1,[5]
- PRKAR2A,[6]
- RUNX1T1[7][3] и
- TAL1,[5] и
- Tcf3.[5]